# Aphantopus polymeda
Aphantopus polymeda är en fjärilsart som beskrevs av Giovanni Antonio Scopoli 1763. Aphantopus polymeda ingår i släktet Aphantopus och familjen praktfjärilar. Inga underarter finns listade i Catalogue of Life.